# Gérard Séty
 (janvier 2022).
Si vous disposez d'ouvrages ou d'articles de référence ou si vous connaissez des sites web de qualité traitant du thème abordé ici, merci de compléter l'article en donnant les références utiles à sa vérifiabilité et en les liant à la section « Notes et références ».
Gérard Plouviez, dit Gérard Séty, né le 13 décembre 1922 à Paris, et mort le 1er février 1998 à Maisons-Laffitte, est un comédien, parodiste et artiste de music-hall français.

## Biographie
Après s'être lancé très jeune dans l'imitation de vedettes dans des cabarets ou établissements parisiens comme la Tête de l'art, la Villa d'Este, le Don Camilo, le Milliardaire ou le Caveau de la République, il est le créateur d'un numéro de music-hall — de transformisme et de déguisement — qui lui vaut de se produire, pendant un demi-siècle, sur tous les continents, aussi bien à Las Vegas qu'aux Antilles ou sur le paquebot France.
Reconnu comme exceptionnel dans le milieu des professionnels du spectacle et très apprécié du public, ce numéro consistait à pratiquer l'art de « retourner sa veste » et de confectionner, en un tour de main, des dizaines de personnages historiques ou insolites et quelques animaux avec seulement les vêtements qu'il portait sur lui.
À Bobino comme à l'Olympia ou aux Folies Bergère, ce perfectionniste du déguisement fut ainsi la « vedette américaine » de Marlene Dietrich, Joséphine Baker, Georges Brassens, Juliette Gréco, Johnny Hallyday, Jacques Brel, Jean Ferrat ou Mireille Mathieu.
Gérard Séty mène également une carrière de comédien au théâtre. On le voit en particulier dans Tchao de Marc-Gilbert Sauvageon, Les poissons rouges de Jean Anouilh ou La Folle de Chaillot de Jean Giraudoux, et des spectacles parfois présentés dans le cadre de l'émission de télévision Au théâtre ce soir.
Au cinéma, il est acteur dans une vingtaine de films, dont La Tentation de Barbizon de Jean Stelli en 1945, Le Rouge et le Noir de Claude Autant-Lara en 1954, Les Espions d'Henri-Georges Clouzot en 1957 ou La guerre est finie d'Alain Resnais en 1966. Mais ses apparitions les plus récentes sont peut-être les plus marquantes, puisqu'il joue en 1991 dans Van Gogh de Maurice Pialat - pour lequel il est nommé au César du meilleur acteur dans un second rôle - et Les Visiteurs de Jean-Marie Poiré en 1993.
Il est enterré au cimetière ancien de Boulogne-Billancourt.

## Filmographie
- 1945 : Patrie de Louis Daquin
- 1945 : Nuits d'alerte de Léon Mathot
- 1945 : La Tentation de Barbizon de Jean Stelli - (Le chauffeur)
- 1946 : Nuits de Paris de Jean Bastia - court métrage, participation
- 1947 : Les Aventures des Pieds-Nickelés de Marcel Aboulker
- 1949 : Mission à Tanger d'André Hunebelle - (Un client du cabaret)
- 1949 : Menace de mort de Raymond Leboursier
- 1949 : Le Trésor des Pieds-Nickelés de Marcel Aboulker - (Le capitaine)
- 1951 : Les Nuits de Paris de Ralph Baum
- 1953 : Un acte d'amour (Act of Love) d'Anatol Litvak
- 1953 : Le Chasseur de chez Maxim's d'Henri Diamant-Berger - (Le chambellan du roi)
- 1954 : Pas de souris dans le bizness d'Henri Lepage - (Maurice Trupeau)
- 1954 : Le Rouge et le Noir de Claude Autant-Lara - (Le lieutenant Liéven)
- 1954 : L'Amant de lady Chatterley de Marc Allégret - (Michaelis)
- 1955 : Rencontre à Paris de Georges Lampin - (Le sculpteur)
- 1956 : Miss catastrophe de Dimitri Kirsanoff - (Mathias)
- 1957 : Les Espions d'Henri-Georges Clouzot - (Le docteur Malik)
- 1958 : Maigret tend un piège de Jean Delannoy - (Georges Vacher, dit « Jojo », « danseur mondain »)
- 1958 : Montparnasse 19 de Jacques Becker - (Léopold Sborowsky)
- 1959 : Le Travail c'est la liberté de Louis Grospierre - (Eugène Boullu)
- 1960 : Les Pique-assiette de Jean Girault - (Santiago)
- 1960 : De fil en aiguille (TV) de Lazare Iglesis
- 1961 : Cadavres en vacances de Jacqueline Audry - (Bernard)
- 1961 : Les Titans - (Arrivano i titani) de Duccio Tessari - (Aquillès)
- 1961 : Seul... à corps perdu de Raymond Bailly et Jean Maley - (Marc Forestier)
- 1964 : Aimez-vous les femmes ? de Jean Léon - (Léon Palmer)
- 1966 : La guerre est finie d'Alain Resnais - (Bill)
- 1968 : Catherine, il suffit d'un amour de Bernard Borderie - (Legoix)
- 1970 : La Brigade des maléfices (Le Fantôme du HLM) (TV)
- 1970 : Au théâtre ce soir : Un ange passe de Pierre Brasseur, mise en scène de l'auteur, réalisation Pierre Sabbagh, théâtre Marigny
- 1970 : Au théâtre ce soir : Les croulants se portent bien de Roger Ferdinand, mise en scène Robert Manuel, réalisation Pierre Sabbagh, théâtre Marigny
- 1974 : Il faut vivre dangereusement de Claude Makovski - (M. Courtade)
- 1975 : Au théâtre ce soir : Les Hannetons d'Eugène Brieux, mise en scène René Clermont, réalisation Pierre Sabbagh, théâtre Édouard VII
- 1978 : Deux fois par an (TV)
- 1978 : L'Argent des autres de Christian de Chalonge - (M. de Nully)
- 1979 : Les Chiens d'Alain Jessua - (Le maire)
- 1980 : Au théâtre ce soir : Tchao de Marc-Gilbert Sauvajon, mise en scène Raymond Gérôme, réalisation Pierre Sabbagh, théâtre Marigny
- 1981 : Au théâtre ce soir : Mademoiselle ma mère de Louis Verneuil, mise en scène Robert Manuel, réalisation Pierre Sabbagh, théâtre Marigny
- 1980 : Les Filles du régiment de Claude Bernard-Aubert - (Bobby, le général)
- 1980 : La Puce et le Privé de Roger Kay - (Rossi)
- 1991 : Van Gogh de Maurice Pialat - (Docteur Gachet)
- 1993 : Les Visiteurs de Jean-Marie Poiré - (Edgar Bernay)
- 1993 : Fanfan d'Alexandre Jardin - (Ti)
- 1994 : Délit mineur de Francis Girod - (Le père de Claude)
- 1995 : Île de La Maline de Bruno Herbulot, film tourné sur l'Île d'Aix
- 1995 : La Mère de Caroline Bottaro (court-métrage) - (Le grand-père)
- 1995 : Sixième classique (TV) de Bernard Stora
- 1996 : Les Chiens ne font pas des chats (TV) d'Ariel Zeitoun
- 1996 : J'ai rendez-vous avec vous (TV) de Laurent Heynemann
- 1999 : Le Refuge (TV) d'Alain Schwarzstein

## Théâtre
- 1950 : Ami-Ami de Pierre Barillet et Jean-Pierre Grédy, mise en scène Jean Wall, avec Maria Mauban, Odile Versois, Jacques Dacqmine, théâtre Daunou.
- 1951 : Ami-ami de Pierre Barillet et Jean-Pierre Grédy, mise en scène Jean Wall, théâtre des Célestins
- 1952 : La Duchesse d'Algues de Peter Blackmore, mise en scène Christian-Gérard, théâtre Michel
- 1954 : L'homme qui était venu pour diner de George Kaufman & Moss. Hart, mise en scène Fernand Ledoux, théâtre Antoine
- 1955 : La lune est bleue d'Hugh Herbert, mise en scène Jacques Charon, théâtre Michel
- 1959 : Mascarin de José-André Lacour, mise en scène Jean Négroni, théâtre Fontaine
- 1959 : Mon ange de Solange Térac, mise en scène René Clermont, Comédie Wagram
- 1960 : La Fleur des pois d'Édouard Bourdet, mise en scène Jean Meyer, théâtre du Palais Royal
- 1962 : Lieutenant Tenant de Pierre Gripari, mise en scène Jean-Paul Cisife, théâtre de la Gaîté Montparnasse
- 1963 : Caroline a disparu d'André Haguet et Jean Valmy, mise en scène Jacques-Henri Duval, théâtre des Capucines
- 1969 : Tchao de Marc-Gilbert Sauvajon, mise en scène Jacques-Henri Duval, théâtre Saint-Georges
- 1969 : Tchao de Marc-Gilbert Sauvajon, mise en scène Raymond Gérome, réalisation Pierre Sabbagh pour Au théâtre ce soir
- 1970 : Les croulants se portent bien de Roger Ferdinand, mise en scène Robert Manuel, réalisation Pierre Sabbagh pour Au théâtre ce soir
- 1970 : Un ange passe de Pierre Brasseur, réalisation Pierre Sabbagh pour Au théâtre ce soir
- 1977 : Les hannetons d'Eugène Brieux, réalisation Pierre Sabbagh pour Au théâtre ce soir
- 1981 : Mademoiselle ma mère de Louis Verneuil, réalisation Pierre Sabbagh pour Au théâtre ce soir